# Срби у Северној Македонији
Срби у Северној Македонији су припадници српског народа који живи у данашњој Северној Македонији. Аутохтони су народ, са статусом националне мањине у тој држави.

## Историја Срба на просторима Вардарске Македоније
Срби имају дугу историју на територији данашње Северне Македоније, односно на просторима географске области која се назива Вардарска Македонија.

### Средњи век
Иако је Скопље било неко вријеме у саставу великожупанске Србије у доба Стефана Немање (1189), оно је тек послије још једног вијека стално присаједињено Старој Србији, почетком владе краља Милутина (1282—1321), Скопље је затим убрзо постало и главни град српске државе, што указује на вишевековно присутво Срба на том простору. Изузетан пример средњовековне српске архитектуре, црква светог Ђорђа (задужбина краља Милутина), се налази у општини Старо Нагоричане.
Делови Старе Србије и античке Македоније (који чине данашњу Северну Македонију) су били у саставу средњовековног Српског царства.
Током 19. века још је било много топонима који су сведочили о српском трајању на том простору. Наводе се тако следећи називи места: Старо Србци и Мало Србци (код Битоља), Србљани и Србица (код Кичева), Србово и Србица (у поречју реке Бистрице) те Србчиште (погрчено давно).

### Вардарска Македонија у саставу Османског царства
После пада већег дела Балкана под османску власт сви православни хришћани, па и Срби на полуострву нашли су се у оквиру једне државе.
Стара српска пријестолна епархија Скопље спомиње се у саставу Охридске архиепископије, а за време обновљене пећке патријаршије она је била поново њена првопријестолна митрополија (1553—1690).

#### Срби на простору Вардарске Македоније после обнове Србије на северу
Како су хришћани били у подређеном положају и без начина очувања многих традиција из ранијих векова, у многим крајевима губи се или слаби сећање на средњи век и средњовековну српску државу. Стога у 19. веку младе државе Србија и Бугарска улажу много средстава и напора како би придобиле хришћане на простору Вардара. Постоји тада само географски појам Македонија, али не и такав народ, нема топонима, језика, историјских личности - уопште историјских догађаја који би обликовали некакав идентитет македонски.
Но, Бугари су сматрали да су македонски Словени Бугари, а Срби да су Јужни Срби. Организација ВМРО је основана 1893. године у Солуну са перфидним циљем да Македонија прво добије аутономију у оквирима Турске, а затим се као трећа бугарска земља уједини са Бугарском. Касније ће, нарочито након пропасти Крушевског устанка у тој конспиративној терористичкој организацији доћи до подела и сукоба.

### Ситуација у Вардарској Македонији у саставу Србије и Југославије
Бугарска се сматрала оштећеном при подели Македоније, те је започела Други балкански рат. Када су Србија, Грчка, Румунија и Турска победиле Бугарску у Другом балканском рату, Вардарска Македонија (данас Северна Македонија) је постала саставни део Краљевине Србије (1913—1915). Грчка или „Егејска“ Македонија је припала Грчкој, а Пиринска Македонија Бугарској.
У Првом светском рату (1914—1918) је Краљевине Србије у чијем саставу је Вардарска Македонија је била на страни Савезника. Окупирана је од стране Бугарске, која је почела да врши бугаризацију домаћег становништва. После рата је постала део Краљевине Срба, Хрвата и Словенаца (1918—1941).
Чланови ВМРО-а су заједно са усташама извршили атентат на краља Југославије Александра Карађорђевића у Марсељу 1934.
У Другом светском рату је била окупирана од стране Бугарске, која је била члан Хитлеровске коалиције. Западни део Вардарске Македоније је ушао у састав Велике Албаније. 1945-1991 федерална је јединица Титове Југославије.
На Првој скупштини АСНОС-а новембра 1944. Македонија је призната за равноправну федералну јединицу у оквиру Југославије, а Македонци за засебну нацију.

### После формирања Северне Македоније
Последњих деценија увиђа се стални пад броја Срба, највише проузрокован асимилацијом у већинске и етнички блиске Македонце. Према последњим пописима темпо смањивања је био следећи (у загради удео у укупном становништву Северне Македоније):
| 1948. | 29.721 (2,57%) |
| 1953. | 35.112 (2,69%) |
| 1961. | 42.728 (3,03%) |
| 1971. | 46.465 (2,82%) |
| 1981. | 44.468 (2,32%) |
| 1991. | 44.159 (2,17%) |
| 1994. | 39.620 (2,04%) |
| 2002. | 35.939 (1,78%) |

## Срби данас
Број оних који се изјашњавају као Срби је око 24.000, што чини нешто изнад 1,3 одсто у укупном броју становништва, мада је укупан број Срба већи, према неким ранијим проценама од 100.000 до 200.000. Део српског становништва, које живи у мањим урбаним срединама, општинским седиштима, а које је раштркано по разним деловима Македоније, изјашњава се као Македонци.
Процес „одрицања“ од српског идентитета посебно је био присутан током комунистичког периода. Уставом СР Македоније из 1974. године, Македонија је била дефинисана као држава македонског народа, а као националне мањине су били препознавани само Турци и Албанци. То им је гарантовало могућност образовања на матерњем језику, као и делимичну културну аутономију.
За Србе у македонском Уставу није било места. Ипак, код великог броја српског становништва које се на пописима уписује у категорију Македонац, изражена је свест о српском пореклу. Нешто слично присутно је и код македонског становништва које насељава Србију. Већ у другој генерацији, потомци македонских досељеника се углавном изјашњавају као Срби. Зато, иако процене о бројности Македонаца у Србији иду и до 100.000, према службеној статистици их је свега око 25.000. Ипак, код македонског становништва које се на пописима уписује у категорију Србин, постоји свест о историјском пореклу.
Срби су углавном концентрисани у северном делу Македоније, у области Куманова и Скопља. У Куманову Срби чине девет одсто од укупног становништва, Матејчу 10 одсто, Скопском Петровцу пет одсто, а у граду Скопљу пет одсто. Две општине у којима живи процентуално знатно већи број Срба су Чучер-Сандово са 30 одсто и Старо Нагоричане са 20 одсто.
У овом делу Македоније Срби су аутохтоно становништво. У јужним и југоисточним деловима Македоније такође је неколико општина у којима Срби живе у значајном проценту. То становништво су углавном потомци колониста, који су се доселили после Првог светског рата. Процентуално гледано, највише Срба у овом делу Македоније живи у општини Росоман 10 одсто, затим у Дојрану девет одсто, Валандову и Богданцима по шест одсто, Неготину четири одсто и Демир Капији три одсто. У још неколико села у околини Тетова и Ђевђелије такође живи мањи број просторно концентрисаног српског становништва.
Статус Срба је бољи од 2001. године када су уставно признати као национална мањина. Срби су изненада добили нови, повољнији положај у македонском уставном систему 2001. године и због жеље македонских политичара да направе противтежу агресивним албанским захтевима за територијалном аутономијом који су се појавили у том тренутку (посебно је на овоме инсистирао тадашњи председник Македоније Бранко Црвенковски).
Такође, оваква одлука била је мотивисана и геостратешким разлозима. Македонији је и 2001. године био потребан савезник, али и дугорочно гледано Македонији је потребан савезник у борби против албанског експанзионизма. Најближи и најприроднији македонски савезник у овом питању јесте Србија, па је уступак начињен према српској националној мањини био јасна порука званичног Скопља Србији. Такође, северни делови Македоније су етно-контактна зона српског и албанског становништва, па је и то био један од разлога због којих је актуелизовано српско питање у Македонији.
Једноставно, Македонији је одговарало да се Србија на сваки начин умеша у македонско-албански спор, пошто би несумњиво у потпуности стала на македонску страну, а један од начина да се Србија умеша у овај сукоб представљале су и могуће албанске акције против српског становништва у Македонији. Једна од замисли којом су се водили македонски политичари била је да, уколико македонски државни органи не би могли да заштите српско становништво, то би морала да учини Србија, чиме би се македонска позиција у спору са Албанцима значајно побољшала.
У складу са одредбама Оквирног споразума, у појединим насељеним местима је омогућено и да се српски користи као службени језик, што је раније било онемогућавано. Проблем у положају српског становништва у Македонији су остале верске неслободе, с обзиром на то да је свештеницима СПЦ забрањено да врше службу на територији Македоније (а македонски свештеници који показују жељу да прихвате јурисдикцију српског патријарха бивају брзо екскомуницирани).
Од 2000. године  политичке организације македонских Срба редовно освајају значајан број одборничких мандата у општинама у којима живи српско становништво, а имају и једног представника у македонском парламенту. Ово указује на делимичну хомогенизацију српског становништва у Македонији и изражену потребу да се кроз политичко организовање заштите колективна права.
Ослањајући се на албанско, турско и остало муслиманско становништво, неоосманизам може у старту да рачуна на подршку скоро једне трећине становника Македоније. Пактирањем атлантизма и неоосманизма и македонска политичка елита би, под притиском атлантистичких центара моћи од којих је потпуно зависна, пристала на овакво решење.
За Македонију известан интерес показују и немачки континентализам и руско евроазијство. Немачка је преко финансијског сектора, а и као водећа чланица ЕУ, врло присутна у Македонији.
Немачка је барем три пута у историји показивала јасне претензије да овлада моравско-вардарском долином, па не треба искључивати могућност да се нешто тако догоди и у будућности. Истовремено, због својих интереса које има у Албанији и Бугарској, Немачка вероватно гледа на Македонију као на средство, чијим комадањем би могла да задовољи одређене албанске и бугарске амбиције.
Са друге стране, руско евроазијство види Македонце као етнички и религијски блиске, као народ који свакако спада у источноправославни цивилизацијски круг. Због овога, као и због чињеница да се ради о територији од првокласног геостратешког значаја, интерес евроазијства за остваривањем утицаја у Македонији постоји. Ипак, у својим плановима евроазијство се на Балкану пре свега ослања на Србе и Бугаре, па ће тако вероватно пратити српске и бугарске интересе везане за Македонију.
Српска борба за Македонију мора постати пре свега борба за македонско становништво. Погодност за организовање српског наступа у Македонији представља и географски положај главног града Скопља - које се налази на самом северу земље уз српско-македонску границу. Због тога је српски културни утицај прилично велики. Такође, између Србије и Македоније постоји дуга и богата сарадња у научнопросветној области, коју треба још више ширити и јачати.
С обзиром на негативне демографске тенденције у Србији, као и одлив високообразованог становништва ка богатим земљама, на Скопље треба посматрати као и на потенцијални научнообразовни регрутни центар. Македонско становништво се због културне и језичке блискости лако адаптира у Србији, а у значајном делу, македонски академски и научни кругови су већ упућени на сарадњу са Београдом, у балканским размерама великим универзитетским центром.
Координирани наступ у области културе подразумевао би и разраду агресивног плана за отварање више десетина српских гимназија у Македонији, као и барем једног универзитета са мањим бројем факултета. Гимназије би требало отварати у местима у којима живи значајнији број Срба, али и у свим већим местима која за Србију имају геоекономски значај. Проходност из српских гимназија у иностранству за упис факултета у Србији мора бити директна и подстицана. Седиште српског универзитета треба да буде у Куманову, због огромног стратешког значаја које ово место има по укупне српске интересе.
По попису становништва из 2002. у Северној Македонији се по националности изјаснило 35.939 Срба и они се могу поделити у три групе:
- аутохтоно („старо“) српско становништво живи махом на северу државе, око Куманова и северно од Скопља, где постоји низ села у којима чине већину или значајну мањину. Између датих Срба и околних Македонаца не постоји оштра разлика, а месни говор је на размеђи српског и македонског језика;
- плански колонизовани Срби живе и у неколико малих сеоских заједница у долини Вардара, нарочито у области Ђевђелије и Неготина. Дато становништво је насељено после Првог светског рата из делова данашње Јужне Србије наместо исељеног турског становништва;
- Значајан број Срба живи и по значајнијим градовима, готово свуда у занемарљивом уделу. Дато становништво је различитог порекла и са изразитом тенденцијом асимилације у Македонце (посебно по питању језика). Веома је бројна српска заједница у Скопљу (око 5% укупног становништва), где су се Срби током целог 20. века века насељавали као кадрови у бројним управним службама. Слично томе, и по другим градовима су Срби најчешће долазили као кадрови (нарочито војни), па су они данас обично образованији и „урбанији“ од просека за дату средину.

| Општина                  | Број  | Удео  | Насеља са српским становништвом ** - српска већина, * - значајна српска мањина (>10%)                                                                           |
| ------------------------ | ----- | ----- | --- |
| Општина Куманово         | 9.062 | 8,6%  | Куманово, Бедиње*, Брзак*, Горње Коњаре*, Доње Коњаре*, Карабичане**, Љубодраг*, Ново Село**, Речица**, Сушево**, Табановце**, Тромеђа**, Умин Дол**, Четирце** |
| Општина Аеродром         | 3.085 | 4,3%  | Скопље (део) |
| Општина Чучер-Сандево    | 2.426 | 28,6% | Чучер-Сандево**, Бањани*, Бродец*, Горњани*, Кучевиште**, Побожје*                                                                                              |
| Општина Карпош           | 2.184 | 3,7%  | Скопље (део) |
| Општина Гази Баба        | 2.097 | 2,9%  | Скопље (део) |
| Општина Центар           | 2.037 | 4,5%  | Скопље (део) |
| Општина Ђорче Петров     | 1.730 | 4,2%  | Скопље (део), Вучји Дол |
| Општина Кисела Вода      | 1.426 | 2,5%  | Скопље (део) |
| Општина Бутел            | 1.033 | 2,9%  | Скопље (део) |
| Општина Старо Нагоричане | 926   | 19,1% | Старо Нагоричане**, Алгуња**, Мигленце**, Малотино*, Никуљане**, Пузајка*                                                                                       |
| Општина Илинден          | 912   | 5,7%  | Мралино*, Мршевци* |
| Општина Валандово        | 630   | 5,4%  | Балинци*, Јосифово*, Марвинци** |
| Општина Неготино         | 627   | 3,3%  | Неготино, Дуброво*, Криволак*, Пепелиште*, Тимјаник*, Тремник*                                                                                                  |
| Општина Чаир             | 621   | 1,0%  | Скопље (део) |
| Општина Тетово           | 621   | 1,0%  | Тетово |
| Општина Битољ            | 540   | 1,0%  | Битољ |
| Општина Велес            | 540   | 1,0%  | Иванковци*, Рудник* |
| Општина Богданци         | 525   | 6,0%  | Богданци, Селемлија** |
| Општина Петровец         | 416   | 5,0%  | Огњанци*, Градманци*, Дивље* |
| Општина Росоман          | 409   | 9,9%  | Росоман*, Крушевица**, Паликура*, Сирково* |
| Општина Липково          | 370   | 1,4%  | Матејче |
| Општина Ђевђелија        | 367   | 1,6%  | Ђевђелија |
| Општина Охрид            | 360   | 0,7%  | Охрид |
| Општина Дојран           | 277   | 8,0%  | Стари Дојран*, Нови Дојран*, Сретеново*, Црничани** |
| Општина Кавадарци        | 218   | 0,6%  | Кавадарци, Рожден* |
| Општина Струмица         | 185   | 0,3%  | Струмица |
| Општина Прилеп           | 172   | 0,2%  | Прилеп |
| Општина Демир Капија     | 132   | 2,9%  | Демир Капија, Корешница* |
| Општина Јегуновце        | 109   | 1,0%  | Јегуновце |

Међутим, представници Срба у Северној Македонији тврде да је број Срба знатно већи и да се креће од 100.000 па до 200.000.
- Удео Срба у Македонији по насељима 2002. године
- Етнички састав Северне Македоније (попис 2002) - насеља са српском већином назначена светло плавом бојом
- Језички састав Северне Македоније (попис 2002) - насеља са српском већином назначена светло плавом бојом

### Вероисповест Срба у Северној Македонији
Срби у Македонији су православне вероисповести. Мада је Србима признато право националне мањине, они не уживају и верске слободе. Верска толеранција у односу на српску заједницу готово да не постоји. Због раскола који се догодио, свештенству Српске православне цркве је забрањено вршење црквене службе.

### Дан Светог Саве у Северној Македонији
Дан Светог Саве, 27. јануар, у Македонији је национални празник Срба утврђен законом, а централна свечаност одржава се у Скопљу.
Године 2013, и 2014. Свечаној Академији присуствовали су премијери Србије и Македоније Ивица Дачић и Никола Груевски.

### Парламентарне политичке странке Срба у Северној Македонији
- Демократска партија Срба у Македонији (ДПСМ), у коалицији са ВМРО-ДПМНЕ, раније у коалицији са СДСМ,
- Српска странка у Македонији (ССМ), у коалицији са СДСМ.

Бивши парламентарне странке:
- Српска напредна странка у Македонији (СНСМ)
- Радикална странка Срба у Македонији (РССМ)

### Клубови и удружења Срба у Северној Македонији
Културно-информативни центри:
- Српски културни центар - Скопље
- Културно-информативни центар Срба у Македонији „Спона" - Скопље
- Културно-просветни и информативни центар "Вук Караџић" – Кучевиште

Заједнице, друштва и удружења:
- Централни савез српских организација у Македонији (ЦССОРМ)
- Српска заједница у Македонији - Скопље
- Национални савет Срба у Македонији (НССМ)
- Удружење Срба и Македонаца КУД „БРАНКО ЧАЈКА" – ТЕТОВО
- Удружење Срба у Македонији – Скопље
- ЗАЈЕДНИЦА СРБА У МАКЕДОНИЈИ –  БИТОЉ
- СРПСКО-МАКЕДОНСКО ДРУШТВО "СРМА" – БИТОЉ
- СРПСКО ДРУШТВО "КОШТАНА" - ОХРИД
- СРПСКА ЗАЈЕДНИЦА У МАКЕДОНИЈИ "СВЕТИ САВА" - КУМАНОВО
- КОЛО СРПСКИХ СЕСТАРА - КУМАНОВО
- УЈЕДИЊЕНА СРПСКА ЗАЈЕДНИЦА - КУМАНОВО
- УДРУЖЕЊЕ СРБА ЗА ЈЕДИНСТВО У МАКЕДОНИЈИ – КУМАНОВО
- УДРУЖЕЊЕ ЖЕНА СРПКИЊА У МАКЕДОНИЈИ - СКОПЉЕ
- УДРУЖЕЊЕ „СРБИ И ПРИЈАТЕЉИ" – ТЕТОВО
- УДРУЖЕЊЕ „СКОПСКА ЦРНА ГОРА" – КУЧЕВИШТЕ
- УДРУЖЕЊЕ ЗА ОЧУВАЊЕ ОБИЧАЈА И КУЛТУРЕ СРБА „СРБИ НА ОКУП" – КУЧЕВИШТЕ
- УДРУЖЕЊЕ ЗА ЗАШТИТУ И ОЧУВАЊЕ СРПСКИХ СПОМЕНИКА У РМ – ВЕЛЕС
- ТРАДИЦИОНАЛНА СРПСКА ЖЕНА - СКОПЉЕ
- ФК „РЕЧИЦА" – РЕЧИЦА
- УДРУЖЕЊЕ ЗА ЕКОЛОГИЈУ И СПОРТСКЕ АКТИВНОСТИ „СРМА"[18][19]

### Српски споменици културе у Северној Македонији
- Црква св. Ђорђа у Старом Нагоричану, Задужбина краља Милутина
- Манастир Лесново
- Манастир Трескавац
- Црква Свети Јован Канео на Охридском језеру
- Марков Град (Прилеп)
- Марков манастир
- Шишевски манастир
- Манастир Светог Андреје на Трески
- Фреска Вукашина Мрњавчевића Варошки манастир
- Карпински манастир
- Поречки манастир
- Зебрњак сомен обележје данас
- Српско војно гробље у Битољу.
- Кајмакчалан
- Спомен-костурница поред Удова
- Спомен костурница масакра крај дервишке њиве
- Ристићева палата у Скопљу
- Споменик погинулим пилотима ЈКРВ у Куманову

## Познате личности
- Јован Оливер, српски велможа
- Добромир Хрс, обласни господар
- Прељуб, племић и војсковођа
- Исаија Србин, композитор
- Хреља Охмућевић, српски великаш
- Бранко Младеновић, српски племић и севастократор
- Дејан (деспот), српски великаш
- Константин Драгаш Дејановић, српски велможа
- Паскач, српски великаш
- Влатко Паскачић, српски великаш
- Вукашин Мрњавчевић, српски великаш и краљ
- Марко Краљевић, српски краљ
- Ђорђе Кратовац, хришћански светитељ
- Максим Скопљанац, српски патријарх
- Доситеј Новаковић, духовник и епископ тимочки
- Петар Поповић, српски архитекта
- Стеван Симић, географ
- Јован Трифуноски, географ и антропогеограф
- Трајан Стојановић, историчар
- Драгослав Аврамовић, економиста
- Александар Младеновић, лингвиста
- Љубомир Максимовић, историчар
- Станислав Лесновски, писац
- Димитар Кратовски, писац
- Коста Абрашевић, песник
- Харалампије Поленаковић, лексикограф
- Христофор Жефаровић, сликар, зограф, касније постао бакрорезац и калиграф
- Младен Србиновић, сликар
- Олга Јанчић, вајар
- Вида Јоцић, вајар
- Радомир Рељић, сликар
- Љубица Сокић, сликар
- Цинцар Јанко Поповић, пожаревачки војвода за време Првог српског устанка
- Јован Бабунски, четнички војвода
- Глигор Соколовић, четнички војвода
- Мицко Крстић, четнички војвода
- Вера Јоцић, учесница Народноослободилачке борбе и народни херој Југославије
- Кузман Сотировић, фудбалер
- Вујадин Станојковић, фудбалер
- Драгослав Шекуларац, фудбалер
- Перо Антић, кошаркаш
- Остоја Стјепановић, фудбалер
- Душан Савић, фудбалер
- Благоје Видинић, фудбалер
- Голуб Јанић, рентијер, велетрговац, народни посланик, добротвор, почетком двадесетог века један од најбогатијих људи у Србији, водећи финансијер и најутицајнија личност Срба из Старе Србије и Македоније, национални радник
- Јосиф Михајловић, градоначелник Скопља
- Мара Ђорђевић, певачица народних песама
- Слободан Алигрудић, глумац
- Мајкл Илић, амерички мултимилијардер
- Драган Вучић, македонски композитор, певач, бас-гитариста и новинар
- Мартин Вучић, певач
- Драган Павловић Латас, новинар
- Тијана Дапчевић, певачица
- Тамара Тодевска, певачица
- Маја Оџаклијевска, певачица
- Барбара Поповић, певачица
- Вуча Жикић, војни старешина у Кочиној крајини и Првом српском устанку
- Цинцар Марко Костић, соколски војвода за време Првог српског устанка
- Коста Шуменковић, трговац, српски национални радник и добровољац у ратовима 1876-1878. и 1885.
- Коста Групчевић, српски национални и културни радник
- Деспот Баџовић, српски просветни и национални радник и револуционар
- Јован Долгач, четнички војвода
- Матеја Шуменковић, свештеник и народни првак у Дримколу
- Анђелко Крстић, национални радник, песник, приповедач, романописац и драмски писац
- Доксим Михаиловић, четнички војвода
- Јован Станојковић-Довезенски, четнички војвода и политичар
- Тома Смиљанић-Брадина, етнограф, филолог, песник, прозаиста, драмски аутор и публициста
- Тасе Коневић, свештеник и вођа четничке организације у Поречју
- Петко Илић, четнички војвода
- Чича Павле Младеновић, четнички војвода
- Илија Стружа Анђелковић-Нин, издавач књига у Београду
- Дитко Алексић, четнички војвода
- Ђорђе Дримколски, четнички војвода
- Васа Јовановић, правник, политичар и национални радник
- Драгомир Фелба, глумац
- Радомир Катић, дугогодишњи професор и оснивач гимназије у Власотинцу
- Љиљана Алексић-Пејковић, историчар
- Коста Брадић, сликар
- Драган Лаковић, глумац
- Петар Џаџић, књижевни критичар
- Синиша Вуковић, сликар, ликовни педагог и архитекта
- Љубомир Ћипранић, глумац
- Ирена Арсић, књижевни историчар
- Лазар Петровић, српски генерал
- Бранка Парлић, академски музичар, пијаниста, наставник на Академији уметности у Новом Саду
- Дејан Лилић, македонски глумац
- Владимир Тодоровић, познати бизнисмен и бивши председник скопске општине Центар
- Мартија Станојковић, певачица
- Хећим-Тома Костић, лекар Кнеза Милоша
- Владо Бојовић, југословенски рукометаш, сребрна медаља СП 1982
- Веселин Вуковић, српски спортиста
- Тонио Сан, репер